# Sunia Koto
Sunia Koto Vuli (Suva, 15 de abril de 1980) é um jogador de rugby fijiano, que joga na posição de forward.

## Carreira
Sunia Koto integrou o elenco da Seleção de Rugby Union de Fiji na Copa do Mundo de Rugby Union de 2015, 2011 e 2007.